# Vanilla Ninja
Vanilla Ninja je pop-rock sastav iz Estonije.

## Povijest
Vanilla Ninja je osnovana 2002. godine kao četveročlana grupa. Originalna skupina je bila Maarja Kivi (e-bass, vokal), Lenna Kuurmaa (gitara), Katrin Siska und Piret Järvis (gitara). Na početku su se svi članovi samo pjevali. Producent im je bio Sven Lohmus.
Početkom 2002. godine Maarja se prijavila na “Eurolaul”, da predstavi Estoniju te godine na Eurosongu, osvojila je sedmo mjesto. Poslije “Eurolaula” je dobila ponudu za diskografsku kuću
“TOPTEN”, koji su trebali osnovati grupu. U svibnju 2003. godine objavili si debitanski album "Vanilla Ninja".
Nakon debitanskog albuma preselile su se u Njemačku, s novom diskografskom kućom "Bros Music".

## Diskografija

### Albumi
| Godina | Album             | Pozicija na ljestvici | Pozicija na ljestvici | Pozicija na ljestvici | Pozicija na ljestvici |
| Godina | Album             | EST                   | NJEM                  | A                     | ŠVI                   |
| ------ | ----------------- | --------------------- | --------------------- | --------------------- | --------------------- |
| 2003   | Vanilla Ninja     | 1                     | -                     | -                     | -                     |
| 2004   | Traces Of Sadness | 1                     | 3                     | 4                     | 14                    |
| 2005   | Blue Tattoo       | 1                     | 4                     | 7                     | 4                     |
| 2005   | Best Of           | -                     | -                     | -                     | 70                    |
| 2006   | Love Is War       | 1                     | 16                    | 29                    | 14                    |

### Singlovi
| 2003 | Tough Enough               | 16 | 52 | 13 | 1  |
| 2004 | Club Kung Fu               | -  | -  | 95 | -  |
| 2004 | Don't Go Too Fast          | 21 | -  | 23 | 1  |
| 2004 | Liar                       | 22 | 43 | 23 | 4  |
| 2004 | When The Indians Cry       | 7  | 27 | 8  | 1  |
| 2004 | Blue Tattoo                | 12 | 22 | 9  | -  |
| 2005 | I Know                     | 17 | 27 | 16 | 32 |
| 2005 | Cool Vibes                 | 58 | 17 | 42 | 3  |
| 2005 | Megamix                    | -  | 66 | 79 | -  |
| 2006 | Dangerzone                 | 22 | 18 | 21 | 3  |
| 2006 | Rockstarz                  | -  | -  | 86 | 1  |
| 2008 | Crashing Through The Doors | -  | -  | -  | 6  |

### DVD-ovi
- Traces Of Sadness (Live u Estoniji)
- Best Of (Video Kolekcija)